# Neuville-au-Cornet
Neuville-au-Cornet település Franciaországban, Pas-de-Calais megyében. Lakosainak száma 62 fő (2022. január 1.). Neuville-au-Cornet Maisnil, Moncheaux-lès-Frévent, Buneville, Monts-en-Ternois és Ternas községekkel határos.

## Népesség
A település népességének változása:
| Lakosok száma | 82   | 72   | 73   | 71   | 69   | 66   | 64   | 61   | 62   |
|               | 2013 | 2015 | 2016 | 2017 | 2018 | 2019 | 2020 | 2021 | 2022 |